# Mürztaler Verkehrs-Gesellschaft
Die Mürztaler Verkehrs-GmbH (MVG) mit Sitz in Kapfenberg ist eines der größten Verkehrsunternehmen in der Steiermark. Die MVG ist der wichtigste Buslinienbetreiber im Raum Mariazell, Kapfenberg, Bruck an der Mur und Leoben. In ihrem Einzugsgebiet leben circa 100.000 Menschen.

## Geschichte

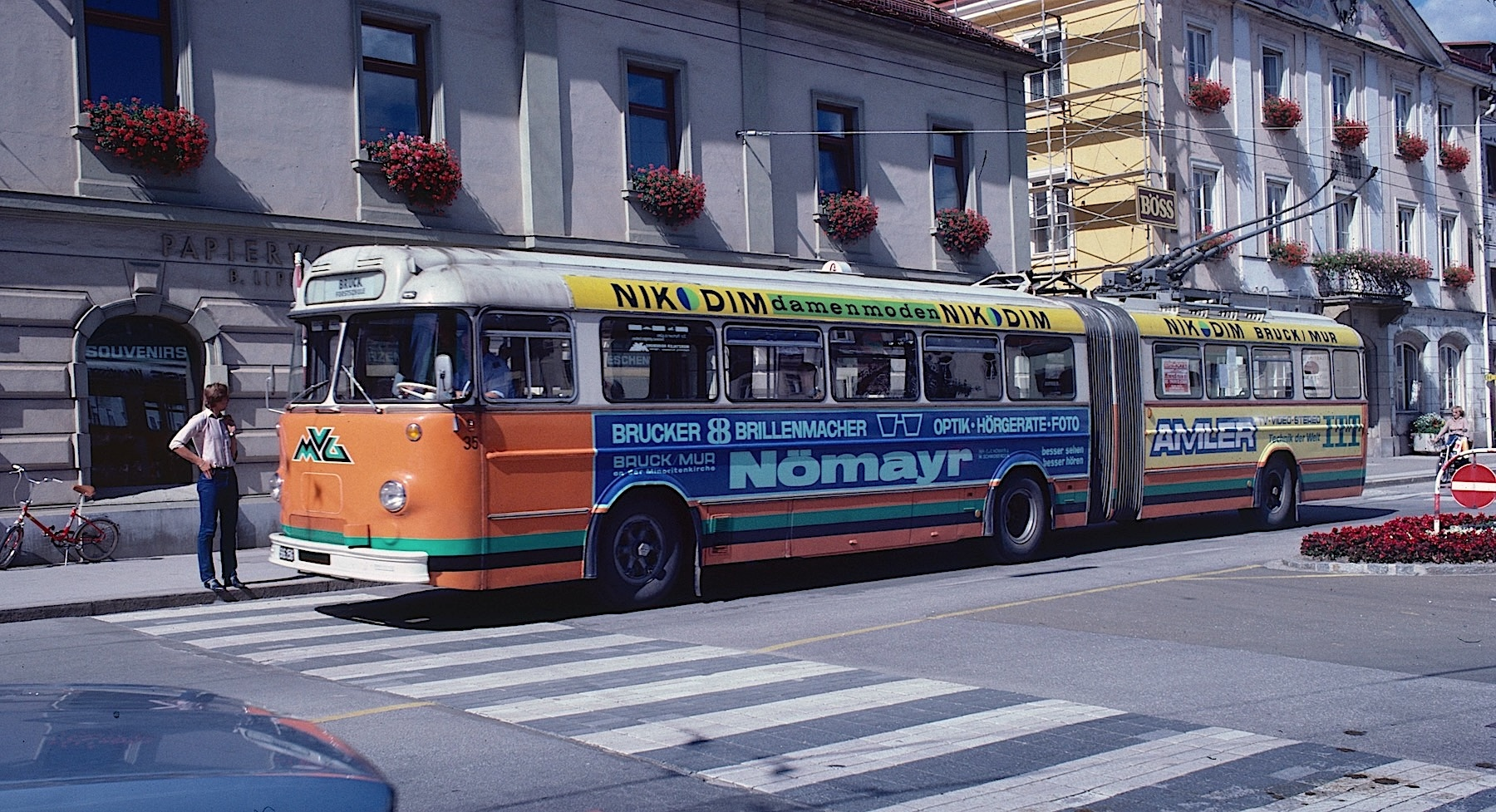
Obus 35 in Bruck an der Mur, 1983

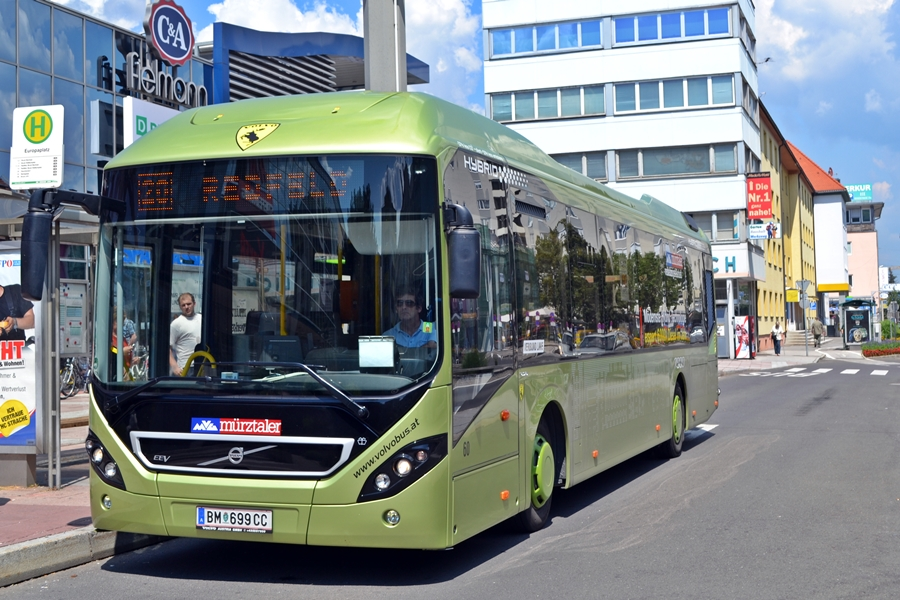
Hybridbus am Europaplatz, 2013

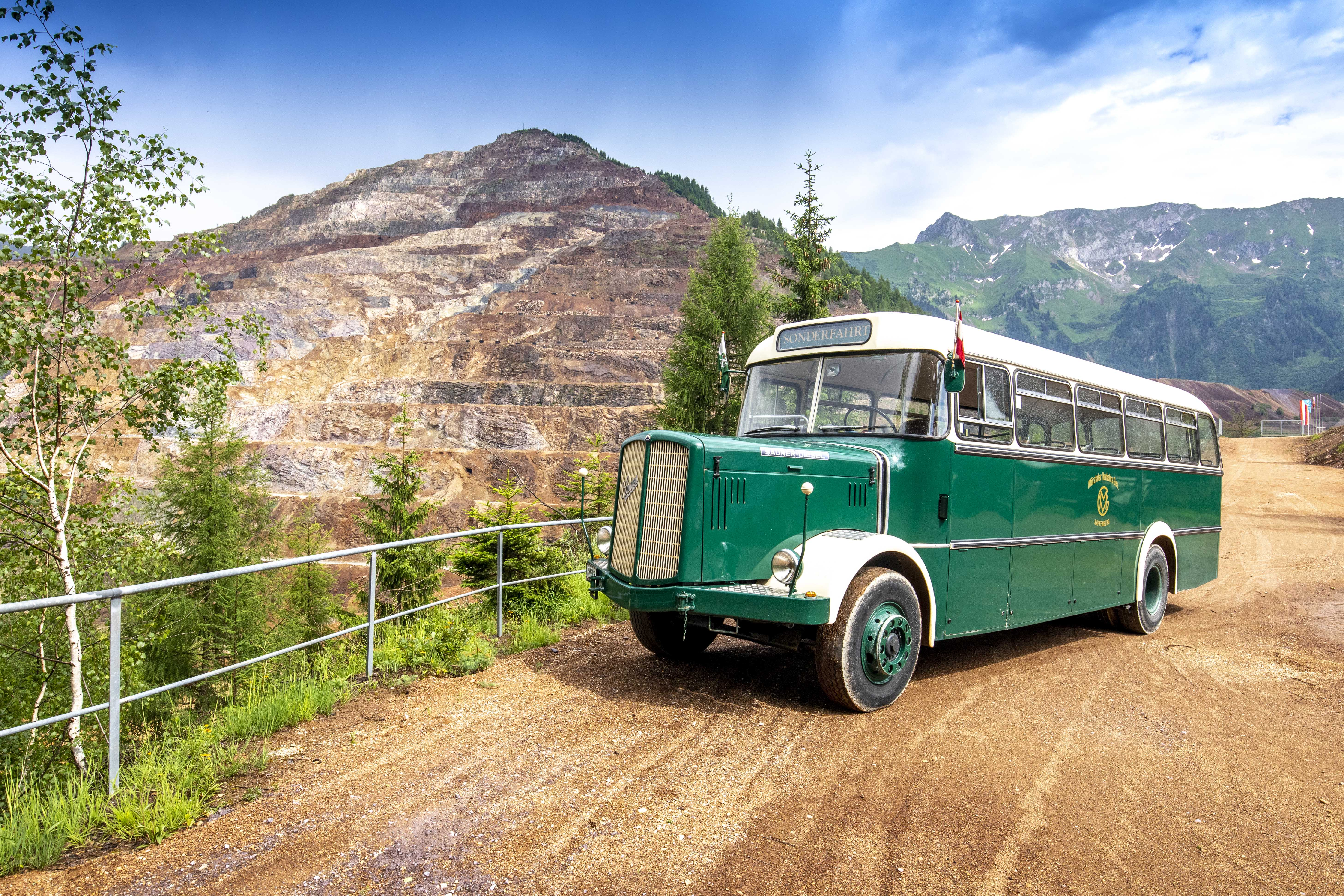
MVG-Oldtimerbus am Erzberg

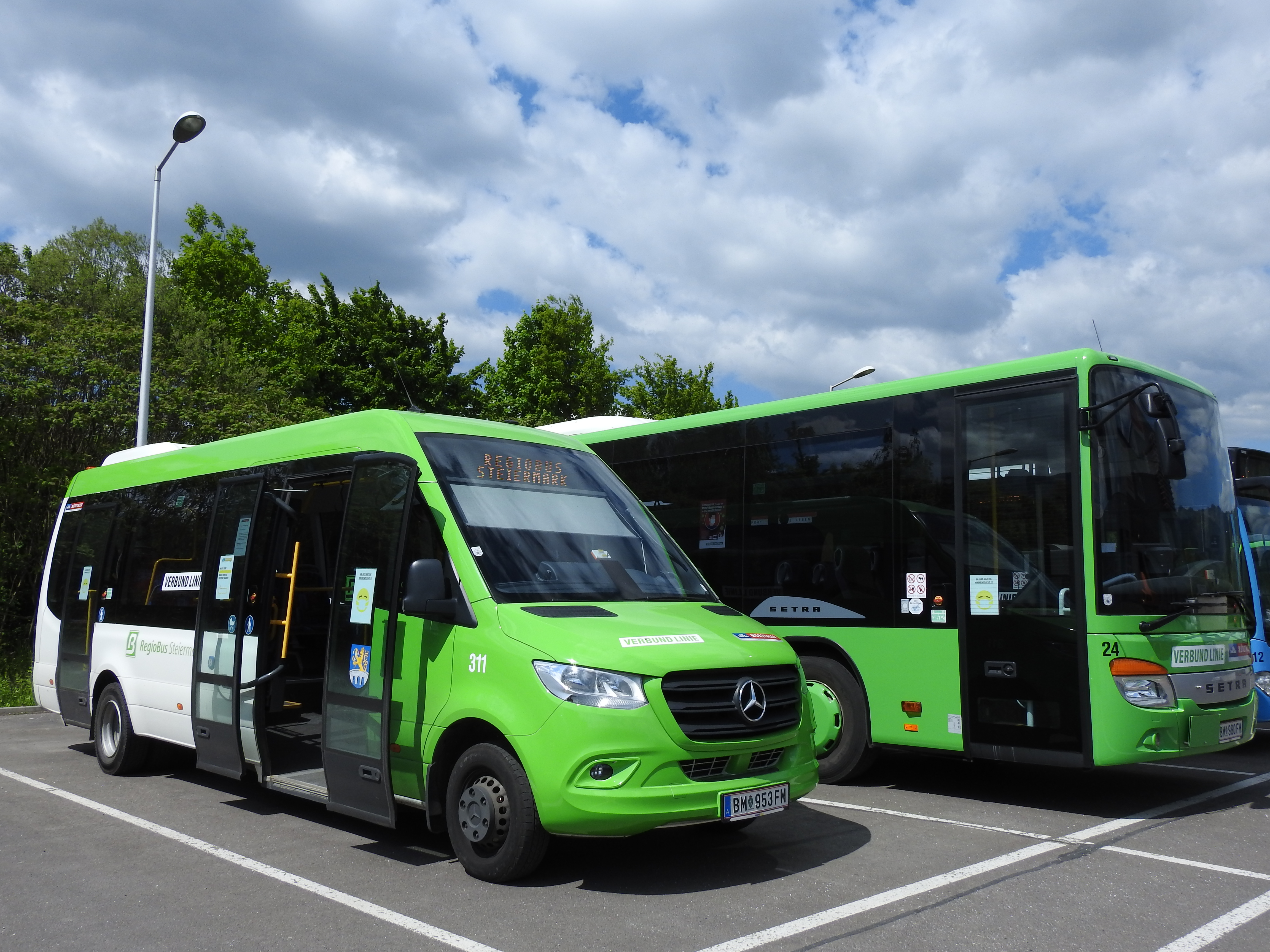
Regionalbusse der MVG Kapfenberg

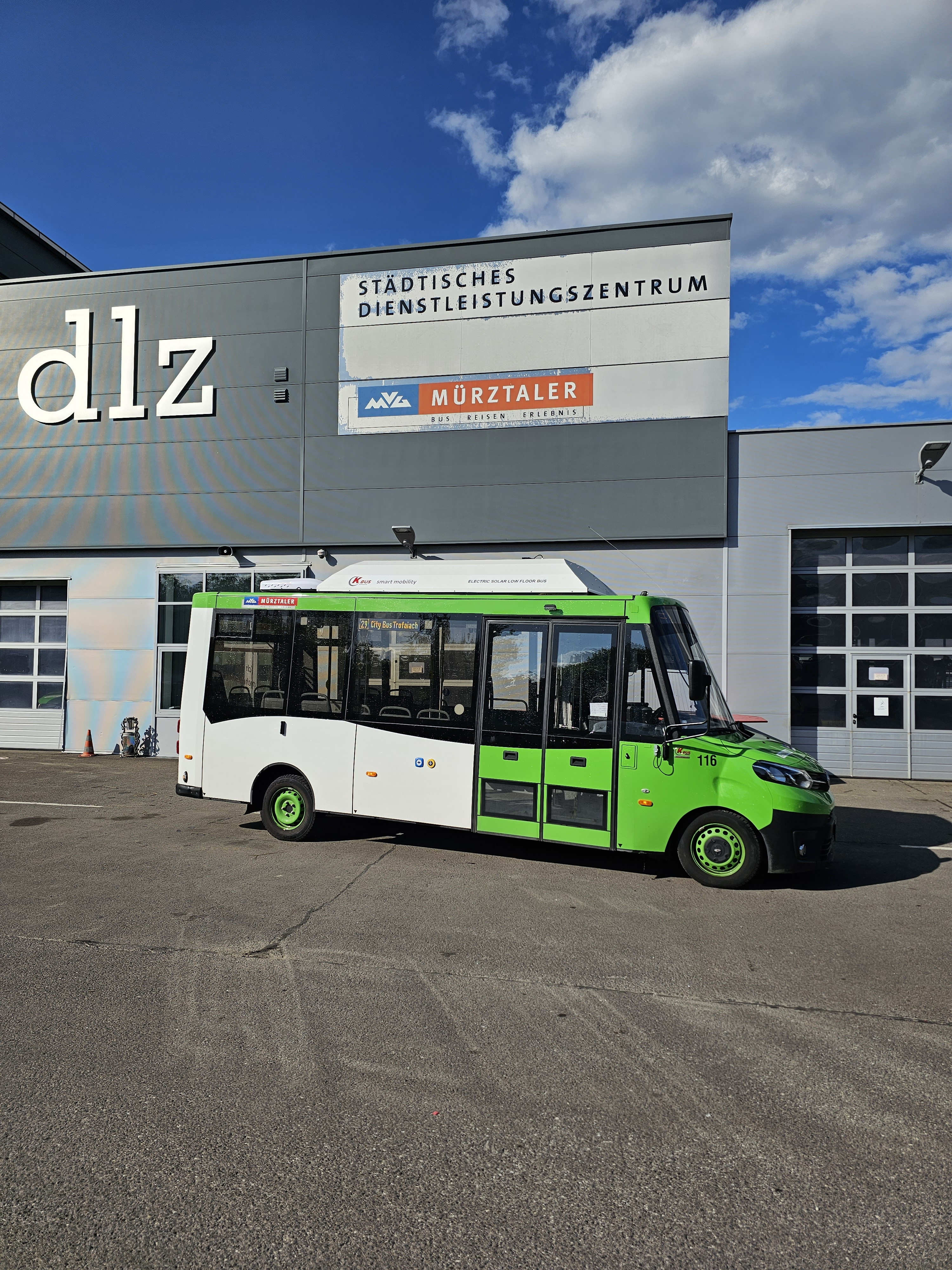
E-Citybus der MVG Kapfenberg

Die MVG wurde mit finanzieller Unterstützung der Firma Böhler am 23. April 1943 gegründet. Vom 20. Oktober 1944 bis zum 15. Februar 2002 betrieb sie den Oberleitungsbus Kapfenberg, seither ist sie ein reines Omnibus-Unternehmen.
Im Jahr 2002 erwarb die MVG die Obersteirische Kraftwagen-Verkehrs-Gesellschaft (OKVG) und 2005 wurden die Postbus-Linien, welche rund um Mariazell verkehrten, von der ÖBB-Postbus GmbH übernommen und nun als MVG-Regional-Busbetrieb GmbH geführt. Eine weitere Tochter der MVG war die Firma MVG Spanner Reisen GmbH, welche am 1. Januar 2007 gegründet wurde. Aus Gründen des EU-Rechts sind mittlerweile alle drei Tochterunternehmungen mit der Mürztaler Verkehrsgesellschaft m.b.H. verschmolzen worden.
Zum 14. Dezember 2015 übernahm die MVG die Linien 185 und 186 in der Gemeinde Sankt Barbara im Mürztal vom Grazer Busunternehmen Watzke GmbH & Co KG, welche bis Juli 2021 betrieben wurde.

## Struktur
Um alle EU-Vorgaben erfüllen zu können, wurde der öffentliche Verkehr mit Juli 2021 im MVG-Gebiet neu organisiert. Fünf Städte und neun Gemeinden haben zusammen die 4takt Verkehrs GmbH gegründet, sie dient als Auftraggebergesellschaft für die MVG. Die Stadtgemeinde Kapfenberg hält daran mit 77 % den größten Anteil und ist weiterhin Alleineigentümerin der MVG. Somit hat die Stadtgemeinde Kapfenberg ein direktes Durchgriffsrecht auf beide Gesellschaften.
Das Verkehrsgebiet der MVG änderte sich im Juli 2021. Die Linien im mittleren und oberen Mürztal mussten aufgegeben werden und dafür kamen die Linien 171 (Bruck an der Mur – Kapfenberg – Turnau) und 175 (Bruck an der Mur – Tragöss / Grüner See) dazu. Seit Juli 2022 wird auch die Linie 810 (Leoben – Bruck an der Mur) von der MVG betrieben.
Finanziert werden die Regionalbuslinien im Gebiet der MVG großteils durch das Land Steiermark über den Steirischen Verkehrsverbund und verrechnet über die 4takt Verkehrs GmbH. Da die MVG aber einen sogenannten Nettovertrag hat, liegt die Verantwortung und das Risiko für die reinen Fahrgasteinnahmen bei der MVG alleine. Das gilt auch für den Stadtverkehr, der von den Städten Kapfenberg, Bruck an der Mur und Trofaiach teilweise mitfinanziert wird.
Im Regionalverkehr müssen laut Qualitätsvorschriften des Steirischen Verkehrsverbundes Low-Entry-Busse mit Reisebussitzen eingesetzt werden, im reinen Stadtverkehr verkehren meist durchgängig niederflurige Busse. Neben diesen dieselbetriebenen Standardbussen, die alle der Euro-6-Schadstoffnorm entsprechen, kommen seit Jänner 2019 auch batterieelektrische Citybusse zum Einsatz. Alle Citybus-Linien in Kapfenberg, Bruck an der Mur, Leoben, Trofaiach und Mariazell sollen bis 2024 komplett auf Batteriebusse umgestellt werden.
Die Reisebusflotte wurde während der Pandemiejahre 2020/2021 beträchtlich verkleinert.
Ein Schwerpunkt beim seit 1958 betriebenen Reisebüro sind die sogenannten Eigenveranstaltungen, bei denen Reisegruppen mit eigenen Bussen und Reiseleitern zu Zielen in ganz Europa gebracht werden.
Die MVG hat drei Geschäftsbereiche:
- Nahverkehr
- Reisebüro
- Gesellschaftsreisen (eigene Reisebus-Flotte)